# أكمة عيسى

تعديل مصدري - تعديل

أكمة عيسى هي إحدى حارات حي أنامر أسفل بمدينة إب اليمنية، بلغ تعداد سكانها 1312 نسمة حسب تعداد اليمن لعام 2004.